# KV-4
KV-4（ロシア語: КВ-4）は、ソビエト連邦で計画されていた超重戦車である。
本項では、別計画のKV-5についても記述する。

## 開発経緯
ドイツ軍がフランスを占領した1940年5月の戦いののち、当時赤軍中央砲兵局総監のI.クリーク元帥は断片的な情報をもとにドイツ戦車の武装と装甲を過剰に評価し、現在生産中のKV-1やT-34を上回る強力な火力と装甲を有する戦車が必要であると主張した。
彼の主張は反対派を押しのけてヨシフ・スターリンに採用され、107mm砲を搭載するKV-3の開発が開始されたが、その裏ではさらなる超重戦車の開発が計画されていた、それがKV-4とKV-5である。

## 概要
多くの戦車関係者は、仮に実用化したとしても、この戦車の運用が極めて困難であることを認識していた。それ以前に開発されていた55t - 60t級の多砲塔重戦車であるSMKとT-100ですら、1939年から1940年のフィンランドとの冬戦争において運用に大変な困難を生じていたのである。その2倍弱の重量を持つ怪物戦車を、KV-1すら移動が困難なソ連のインフラで運用するのは無理な相談だった。
このような形で設計案が提出されたKV-4とKV-5だったが、1941年6月に独ソ戦が始まり、それに伴って設計局や工場がウラルに疎開する中で、ドイツ軍の保有する戦車が喧伝されていたほど強力ではなかったこともあり、現有戦車の生産・改良が最優先で行われることとなったため、1941年8月までに、二つの超重戦車は試作すらされずに開発が中止された。
実際には、1941年11月にはKV-4のプロトタイプが完成していた。しかし独ソ戦の勃発により、KV-5の計画とともにKV-4の開発も中止された。